# Clytomyias insignis
El maluro cabecirrojo (Clytomyias insignis) es una especie de ave paseriforme de la familia Maluridae endémica de Nueva Guinea. Es la única especie del un género Clytomyias.

## Subespecies
Se reconocen 2 subespecies:
- Clytomyias insignis insignis Sharpe, 1879
- Clytomyias insignis oorti Rothschild & Hartert, 1907

## Distribución
Esta especie se encuentra únicamente en las montañas de Nueva Guinea.